# Il suono della domenica - Welcome Home Delmo!
Il suono della domenica - Welcome Home Delmo! è la denominazione con la quale il cantante Zucchero Fornaciari ha definito le tre tappe finali della sua tournée Chocabeck World Tour 2011 che si sono svolte nella sua città natale, Reggio Emilia, dal 19 dicembre al 21 dicembre 2011.

Zucchero, ha così presentato questa parte di tour collegata al Chocabeck Tour sul suo sito ufficiale: 
Il concerto del 20 dicembre 2011 è stato trasmesso in diretta su Rai Due. Durante la serata hanno partecipato, oltre alla formazione di Zucchero, anche Cheryl Porter & The Halleluiah Gospel Singers e il soulman Eddie Floyd. Il programma è stato seguito da più di due milioni di telespettatori.

## Tappe
- 19 dicembre 2011 - Teatro Romolo Valli, Reggio Emilia;
- 20 dicembre 2011 - Teatro Romolo Valli, Reggio Emilia (trasmessa in diretta su Rai 2)
- 21 dicembre 2011 - Teatro Romolo Valli, Reggio Emilia.

Nel concerto sono state cantate 25 canzoni vecchie e 3 nuove. Luciano Ligabue ha assistito al terzo concerto ed è stato salutato da Zucchero durante la serata.